# Люсатит
Люсатит (за назвою муніципалітету Люсса у Франції, де знайдено вперше мінерал) — один з різновидів опалу. Описаний французьким мінералогом Ф.-Е. Маллардом. Хімічна формула: SiO2*n H2O. Складається з кристобаліту-трідіміту. Густина 1,9—2,5; твердість 5,5—6,5. Колір білий, синій; риска біла; блиск скляний. Буває прозорим, напівпрозорим і непрозорим. Знайдено також у Австрії, Перу, Туреччині, США та Україні.